# ماونت سیدنی (ویرجینیا)
ماونت سیدنی (به انگلیسی: Mount Sidney) یک منطقهٔ مسکونی در ایالات متحده آمریکا است که در شهرستان آگاستا، ویرجینیا واقع شده‌است. ماونت سیدنی ۶۶۳ نفر جمعیت دارد.